# Piper PA-40
Die Piper PA-40 Arapaho ist ein zweimotoriges, sechssitziges Leichtflugzeug des US-amerikanischen Flugzeugherstellers Piper Aircraft Corporation. Es sollte der Nachfolger der PA-39 Twin Comanche werden.

## Entwicklung und Konstruktion
Die Arapaho entspricht in ihren Ausmaßen der Twin Comanche, wurde aber mit einem höheren Hauptfahrwerk und größeren Fenstern versehen. Angetrieben wird sie von zwei Lycoming IO-320 mit einer Nennleistung von je 160 PS (118 kW).
Bei einer Überschwemmung der Fabrik in Lock Haven (Pennsylvania) wurde der Prototyp beschädigt, wodurch sich der Jungfernflug bis zum 16. Januar 1973 verzögerte. Am 21. September 1973 stürzte die Maschine während Trudelversuchen ab und die Konstruktion wurde in der Folge mit einem höheren Leitwerk versehen. Der zweite Prototyp wurde mit der Saugversion der ursprünglichen Triebwerke ausgerüstet und flog zum ersten Mal im April 1974. Darauf folgte der dritte Prototyp mit turboaufgeladenen Triebwerken.
Am 18. Juli 1974 erhielt die PA-40 ihre Zulassung als Erweiterung der Musterzulassung der Twin Comanche. Ursprünglich sollte die Arapaho im Jahr 1975 auf den Markt kommen. Das Unternehmen entschied sich jedoch gegen eine Serienproduktion der Musters und beendete das Projekt im Dezember 1974. Angaben von Piper zufolge geschah dies aus finanziellen Gründen. Man wollte während der Rezession der Jahre 1973 bis 1975 keine weitere Produktlinie aufbauen.
Nachdem das Projekt beendet worden war, wurden die beiden Flugzeuge von Piper als Firmenflugzeuge eingesetzt. Eine der Maschinen wurde in Lock Haven, die andere in Lakeland (Florida) stationiert. Eine der beiden Maschinen wurde schließlich verschrottet. Die andere befindet sich in Privatbesitz.